# Spoorlijn Cernay - Sewen
De Spoorlijn Cernay - Sewen is een gedeeltelijk opgebroken spoorlijn van Cernay naar Sewen in het Franse departement Haut-Rhin. De volledige lijn was 27,5 km lang en heeft als lijnnummer 131 000.

## Geschiedenis
Het gedeelte van Cernay naar Sentheim werd door de Chemins de fer de l'Est in geopend op 30 juni 1869. Na de Frans-Duitse Oorlog van 1870 werd de lijn door de Reichseisenbahnen in Elsaß-Lothringen verlengd tot Masevaux op 1 september 1884 en van Masevaux tot Sewen op 1 augustus 1901. Reizigersverkeer werd opgeheven op 29 mei 1967, goederenvervoer op 3 april 1972. 
Het gedeelte tussen Saint-André en Sentheim is in gebruik voor toeristisch verkeer door de Train Thur Doller Alsace, die ook het nog aanwezige gedeelte tussen Cernay en Saint-André wil heropenen. Van Sentheim tot Sewen is de lijn opgebroken.

## Aansluitingen
In de volgende plaats is er een aansluiting op de volgende spoorlijn:
Cernay
RFN 130 000, spoorlijn tussen Lutterbach en Kruth

## Galerij

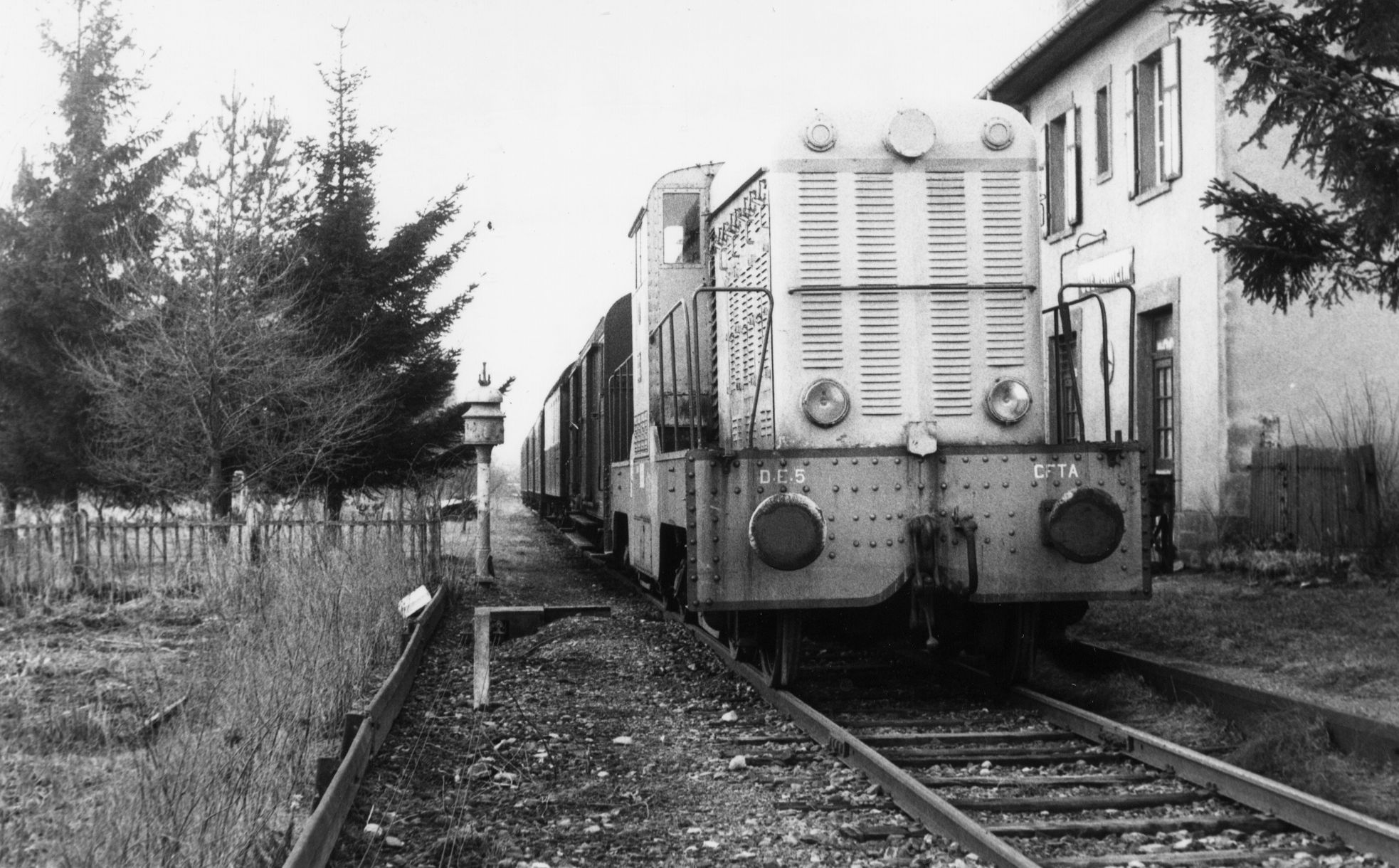
Trein in Guewenheim in 1979
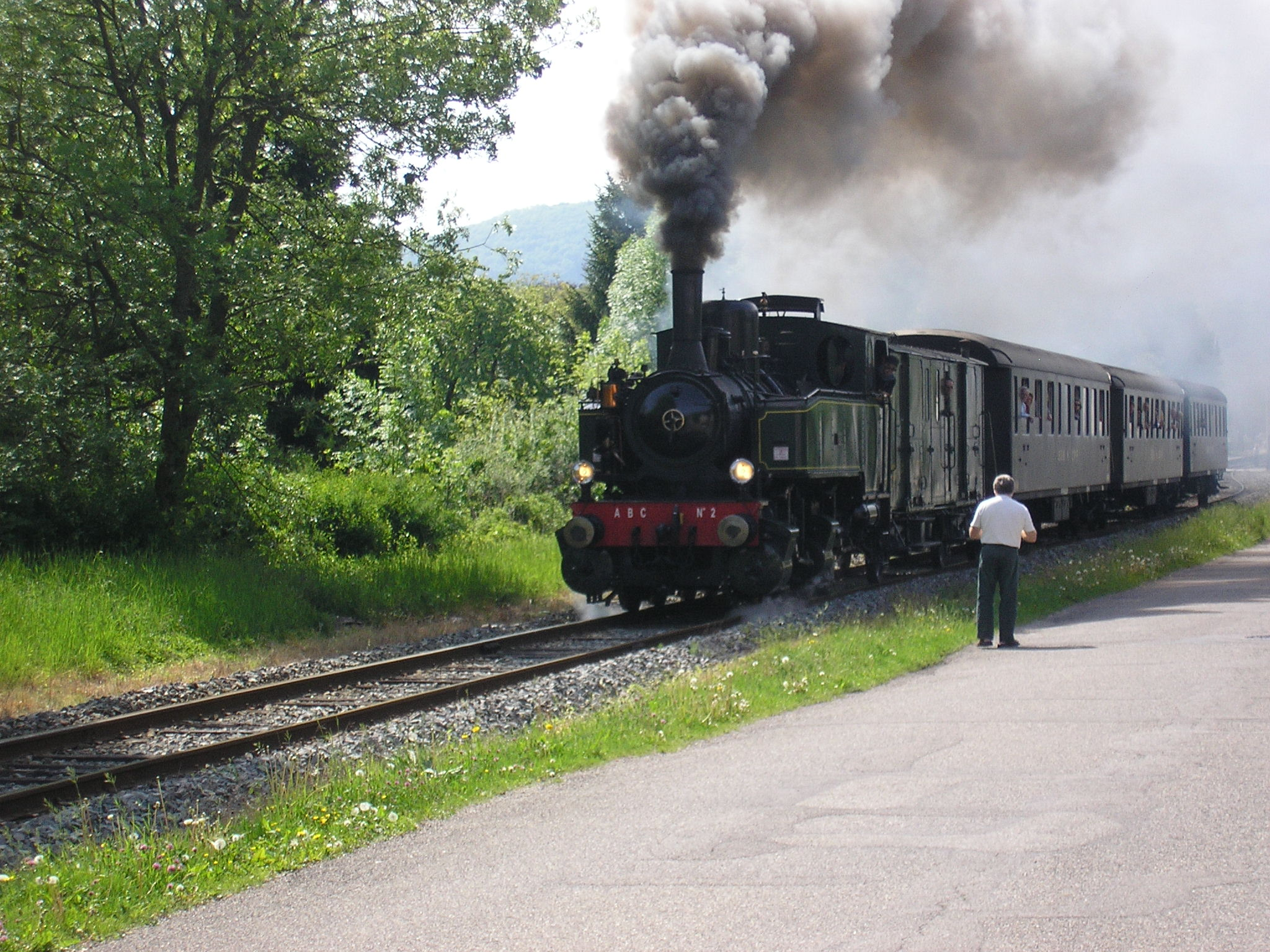
Museumtrein op de lijn
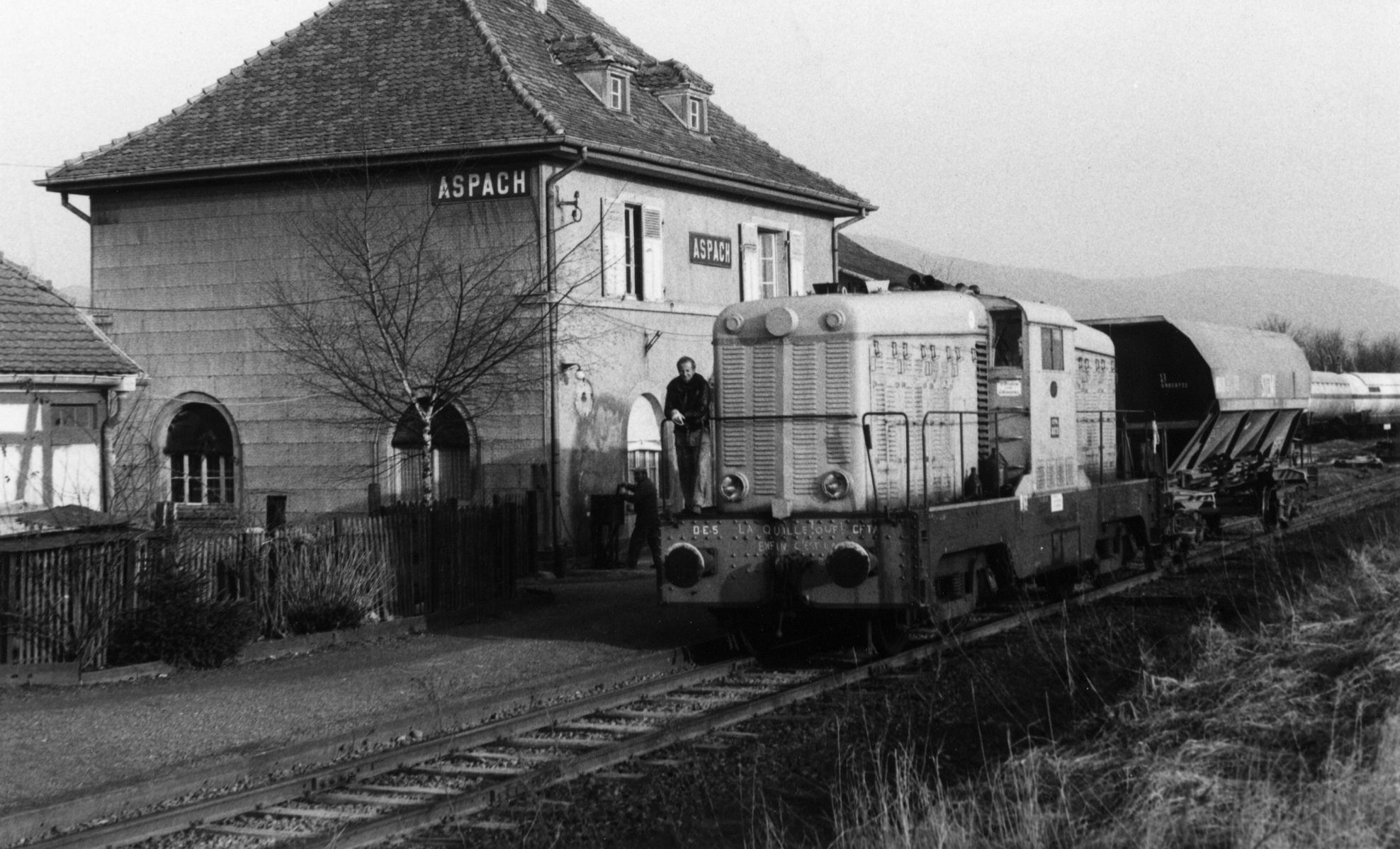
Station Aspach